# Liste der Wappen im Neckar-Odenwald-Kreis
Diese Liste beinhaltet alle in der Wikipedia gelisteten Wappen des Neckar-Odenwald-Kreises in Baden-Württemberg, inklusive historischer Wappen. Fast alle Städte, Gemeinden und Kreise in Baden-Württemberg führen ein Wappen. Sie sind über die Navigationsleiste am Ende der Seite erreichbar.

## Neckar-Odenwald-Kreis

Wappen des Neckar-Odenwald-Kreises[1]
Der Neckar-Odenwald-Kreis in Baden-Württemberg

## Städtewappen im Neckar-Odenwald-Kreis

Adelsheim[2]
Buchen (Odenwald)[3]
Mosbach[4]
Osterburken[5]
Ravenstein[6]
Walldürn[7]

## Gemeindewappen im Neckar-Odenwald-Kreis

Aglasterhausen
Billigheim
Binau
Elztal
Fahrenbach
Hardheim
Haßmersheim
Höpfingen
Hüffenhardt
Limbach
Mudau
Neckargerach
Neckarzimmern
Neunkirchen
Obrigheim
Rosenberg
Schefflenz
Schwarzach
Seckach
Waldbrunn
Zwingenberg

- Aglasterhausen[8]
- Billigheim[9]
- Binau[10]
- Elztal[11]
- Fahrenbach[12]
- Hardheim[13]
- Haßmersheim[14]
- Höpfingen[15]
- Hüffenhardt[16]
- Limbach[17]
- Mudau[18]
- Neckargerach[19]
- Neckarzimmern[20]
- Neunkirchen[21]
- Obrigheim[22]
- Rosenberg[23]
- Schefflenz[24]
- Schwarzach[25]
- Seckach[26]
- Waldbrunn[27]
- Zwingenberg[28]

### Ehemalige Gemeindewappen

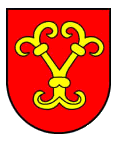
Allfeld
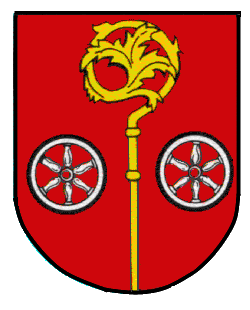
Altheim
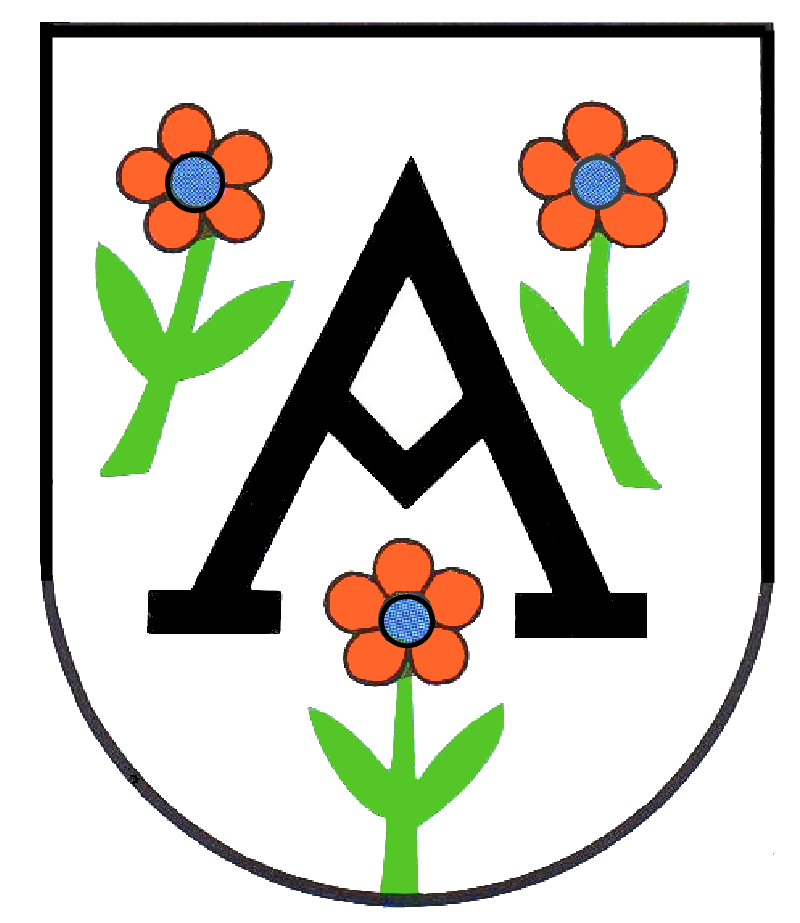
Asbach
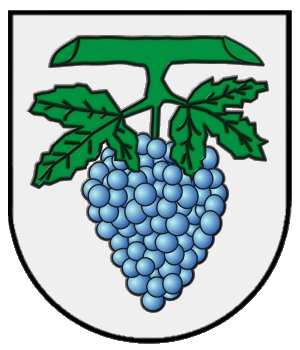
Auerbach
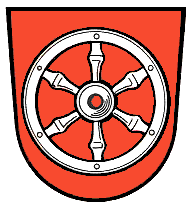
Ballenberg
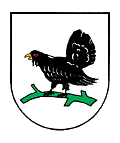
Balsbach
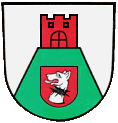
Bödigheim
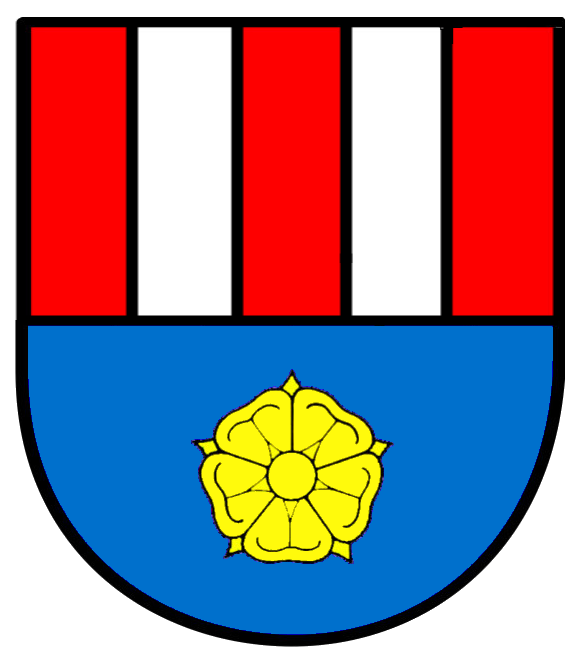
Bofsheim
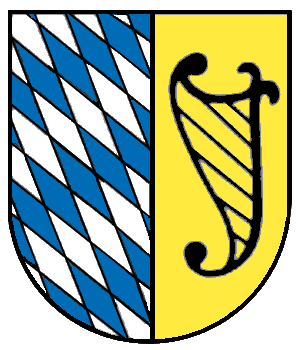
Breitenbronn
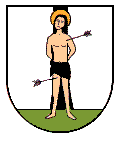
Bretzingen
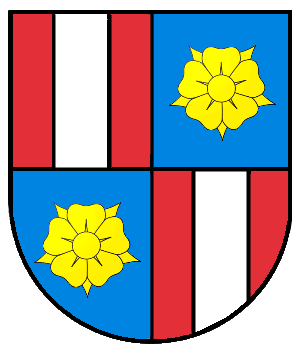
Bronnacker
Dallau
Daudenzell
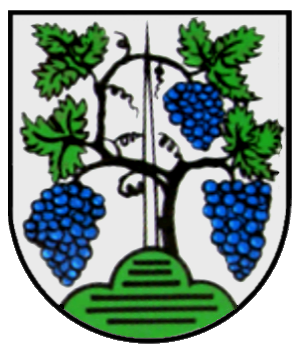
Diedesheim
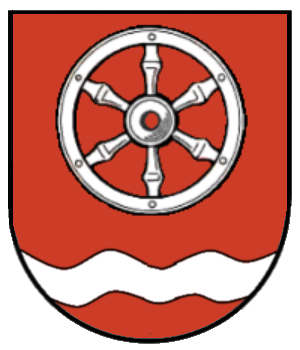
Donebach
Dornberg
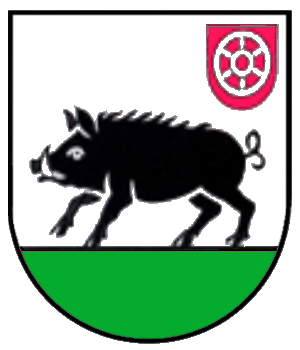
Eberstadt
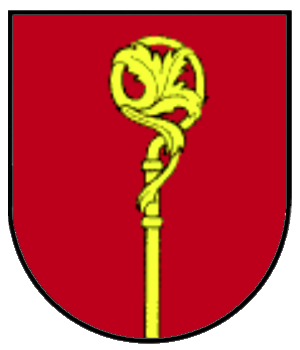
Einbach
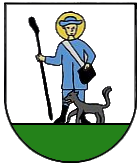
Erfeld
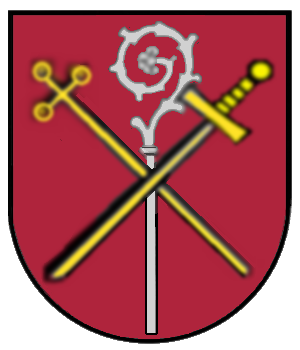
Erlenbach
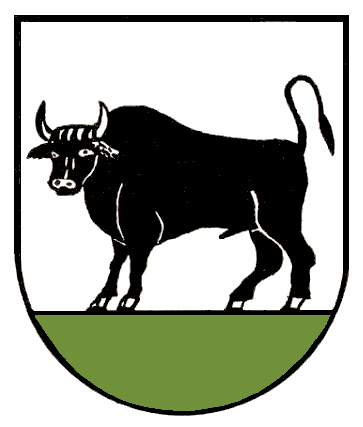
Fahrenbach
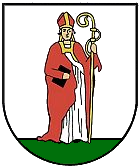
Gerichtstetten
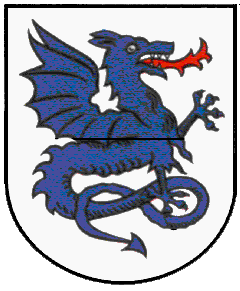
Gerolzahn
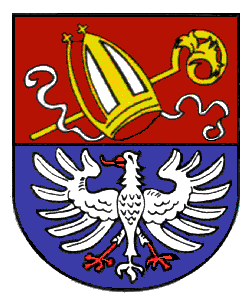
Glashofen
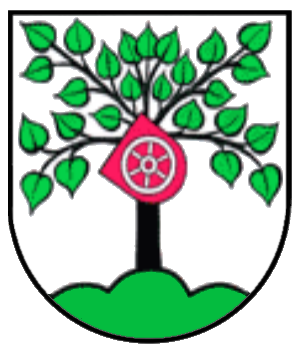
Götzingen
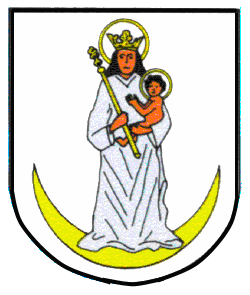
Gottersdorf
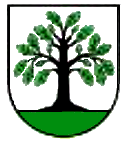
Großeicholzheim
Guttenbach
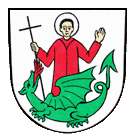
Hainstadt
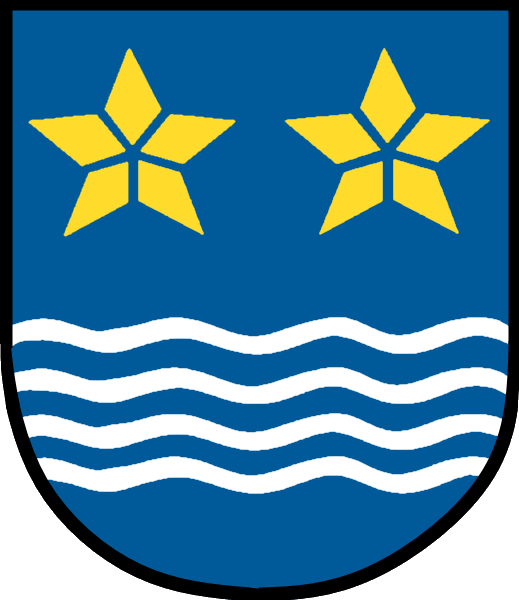
Heidersbach
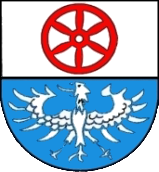
Hemsbach
Hettigenbeuern
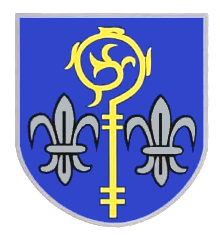
Hettingen
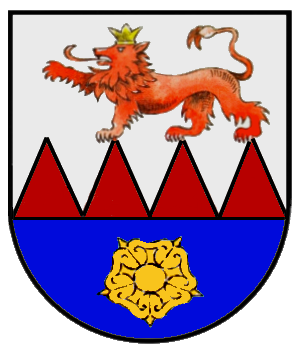
Hirschlanden
Hochhausen
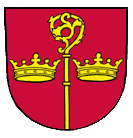
Hollerbach
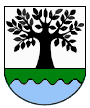
Hornbach
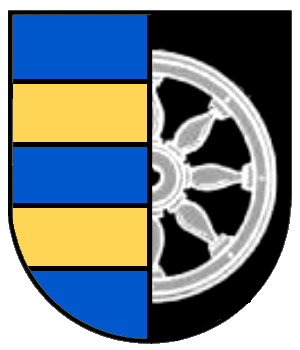
Hüngheim
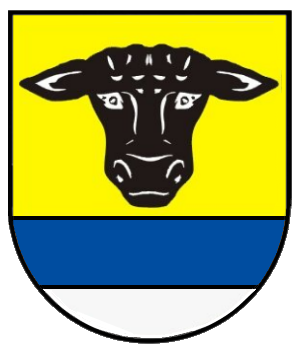
Kälbertshausen
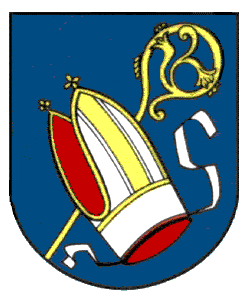
Kaltenbrunn
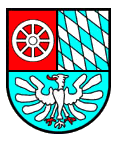
Katzental
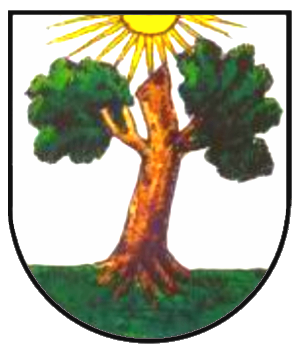
Kleineicholzheim
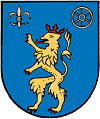
Krumbach
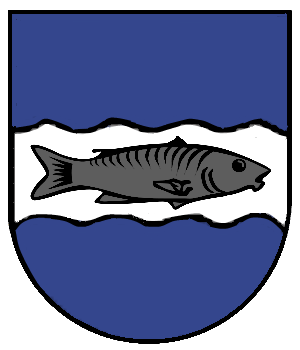
Langenelz
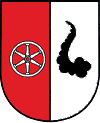
Laudenberg
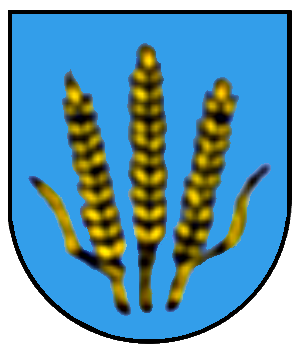
Leibenstadt
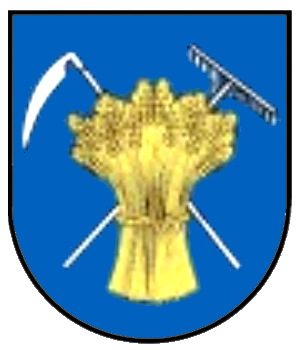
Lohrbach
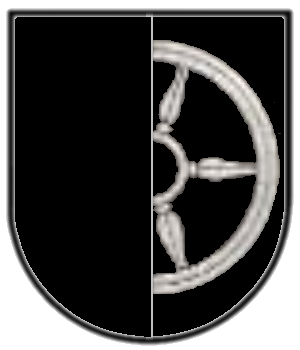
Merchingen
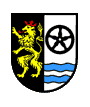
Michelbach
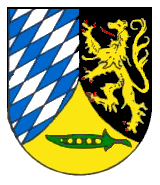
Mittelschefflenz
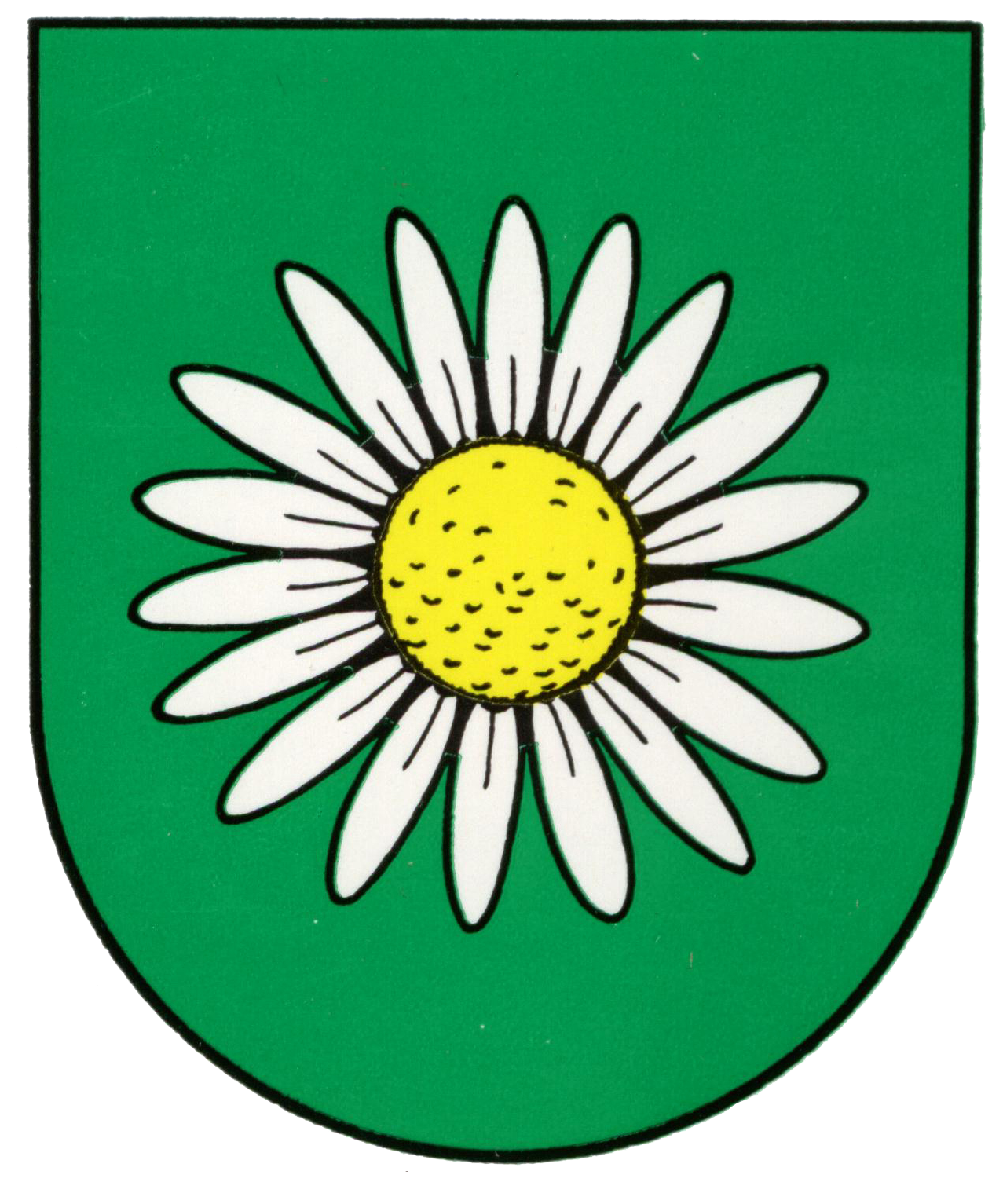
Mörschenhardt
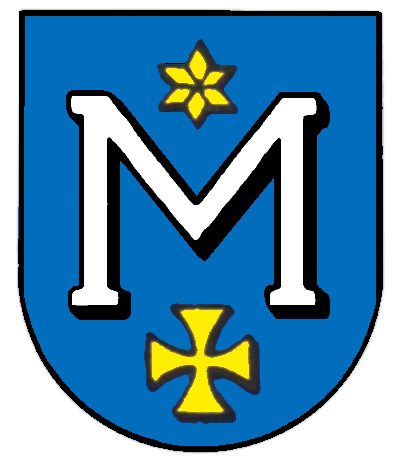
Mörtelstein
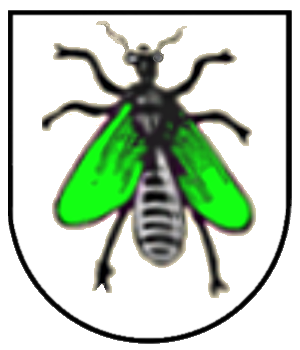
Muckental
Mülben
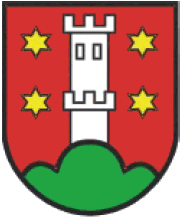
Neckarburken
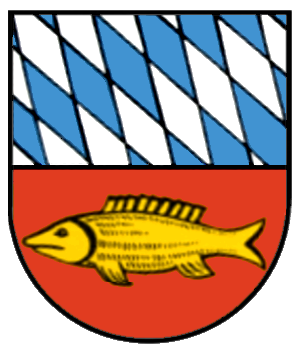
Neckarelz
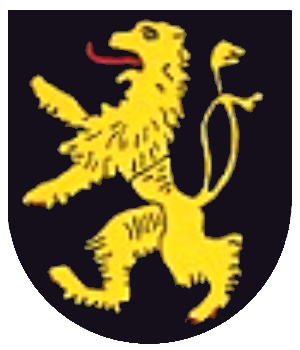
Neckarkatzenbach
Neckarmühlbach
Oberdielbach
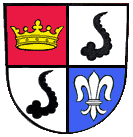
Oberneudorf
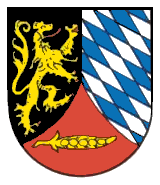
Oberschefflenz
Oberschwarzach
Oberwittstadt
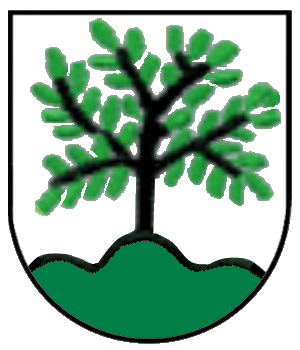
Reichenbuch
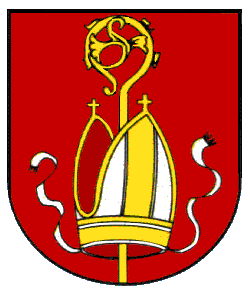
Reinhardsachsen
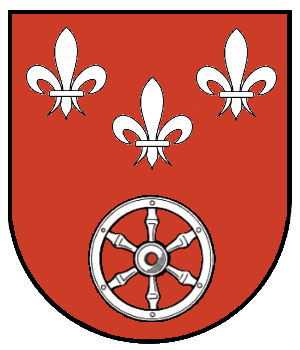
Reisenbach
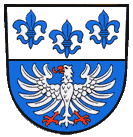
Rinschheim
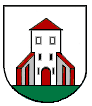
Rippberg
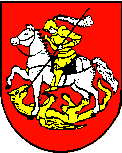
Rittersbach
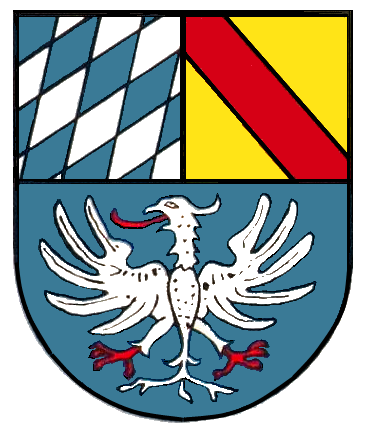
Robern
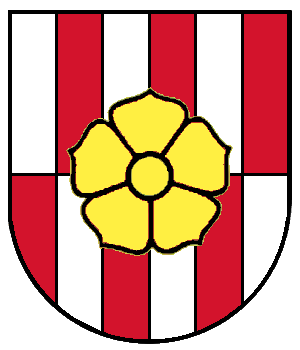
Rosenberg
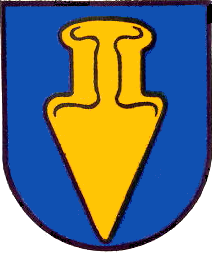
Rütschdorf
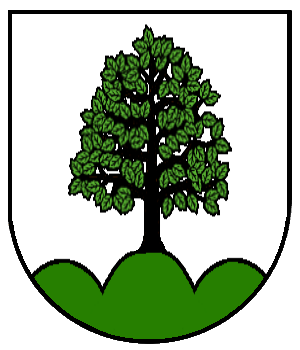
Rumpfen
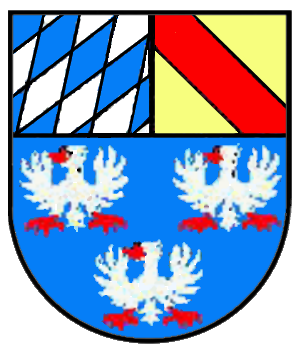
Sattelbach
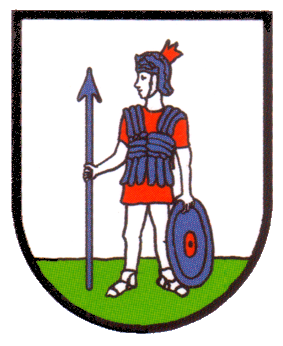
Scheidental
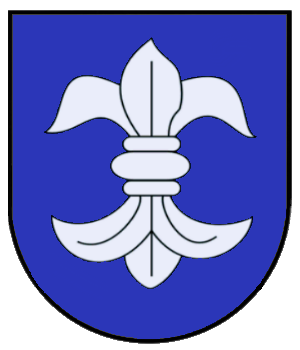
Scheringen
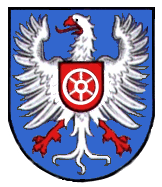
Schlierstadt
Schloßau
Schollbrunn
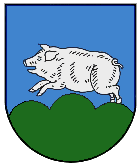
Schweinberg
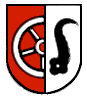
Seckach
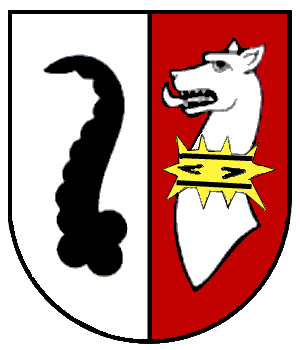
Sennfeld
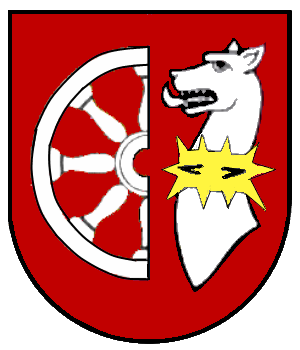
Sindolsheim
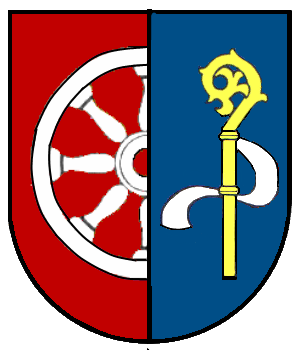
Steinbach
Strümpfelbrunn
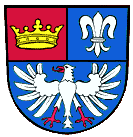
Stürzenhardt
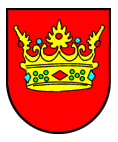
Sulzbach
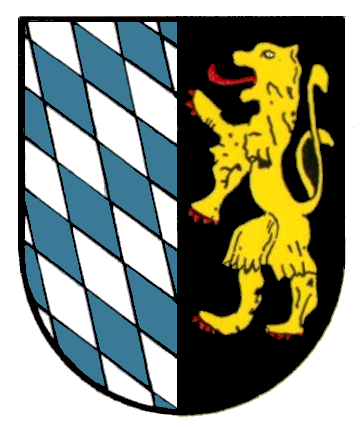
Trienz
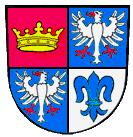
Unterneudorf
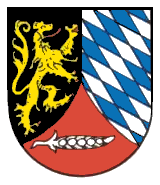
Unterschefflenz
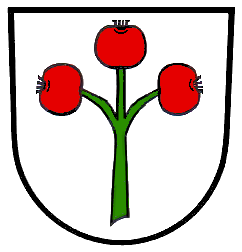
Unterschwarzach
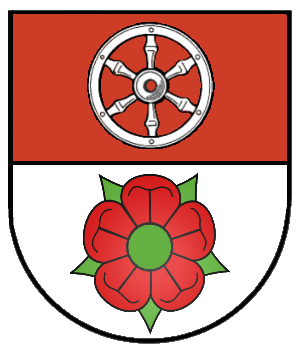
Unterwittstadt
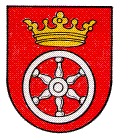
Vollmersdorf
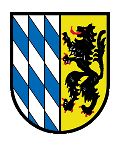
Wagenschwend
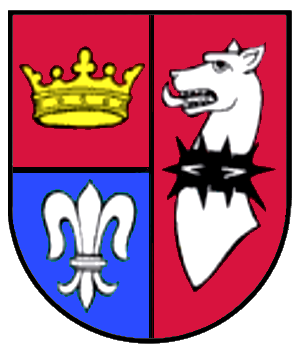
Waldhausen
Waldkatzenbach
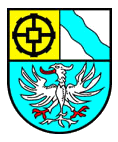
Waldmühlbach
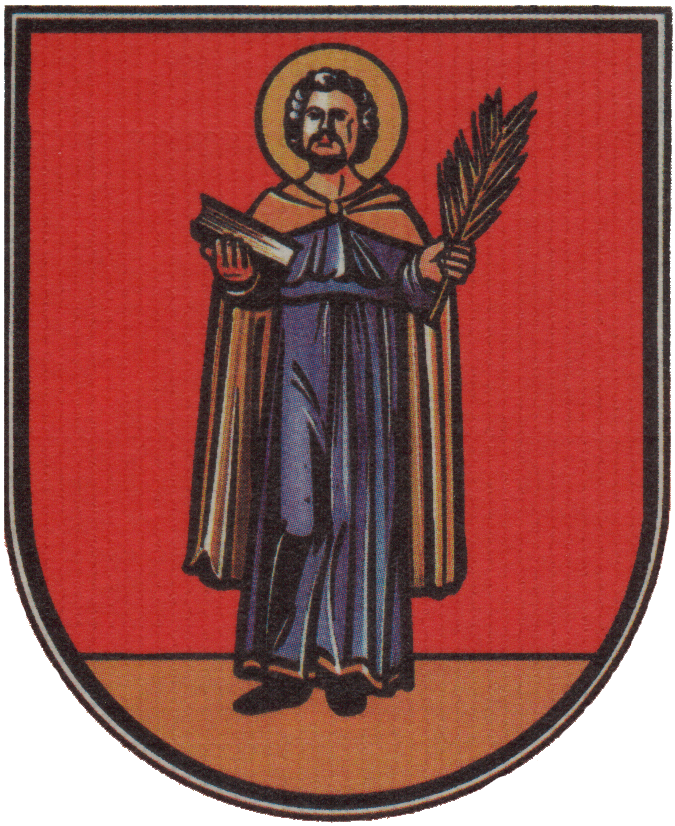
Waldstetten
Weisbach
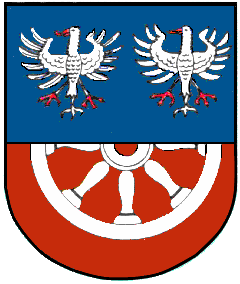
Wettersdorf
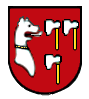
Zimmern

- Allfeld[29]
- Altheim[30]
- Asbach[31]
- Auerbach[32]
- Ballenberg[33]
- Balsbach[34]
- Bödigheim[35]
- Bofsheim[36]
- Breitenbronn[37]
- Bretzingen[38]
- Bronnacker[39]
- Dallau[40]
- Daudenzell[41]
- Diedesheim[42]
- Donebach[43]
- Dornberg[44]
- Eberstadt[45]
- Einbach[46]
- Erfeld[47]
- Erlenbach[48]
- Fahrenbach[49]
- Gerichtstetten[50]
- Gerolzahn[51]
- Glashofen[52]
- Götzingen[53]
- Gottersdorf[54]
- Großeicholzheim[55]
- Guttenbach[56]
- Hainstadt[57]
- Heidersbach[58]
- Hemsbach[59]
- Hettigenbeuern[60]
- Hettingen[61]
- Hirschlanden[62]
- Hochhausen[63]
- Hollerbach[64]
- Hornbach[65]
- Hüngheim[66]
- Kälbertshausen[67]
- Kaltenbrunn[68]
- Katzental[69]
- Kleineicholzheim[70]
- Krumbach[71]
- Langenelz[72]
- Laudenberg[73]
- Leibenstadt[74]
- Lohrbach[75]
- Merchingen[76]
- Michelbach[77]
- Mittelschefflenz[78]
- Mörschenhardt[79]
- Mörtelstein[80]
- Muckental[81]
- Mülben[82]
- Neckarburken[83]
- Neckarelz[84]
- Neckarkatzenbach[85]
- Neckarmühlbach[86]
- Oberdielbach[87]
- Oberneudorf[88]
- Oberschefflenz[89]
- Oberschwarzach[90]
- Oberwittstadt[91]
- Reichenbuch[92]
- Reinhardsachsen[93]
- Reisenbach[94]
- Rinschheim[95]
- Rippberg[96]
- Rittersbach[97]
- Robern[98]
- Rosenberg[99]
- Rütschdorf[100]
- Rumpfen[101]
- Sattelbach[102]
- Scheidental[103]
- Scheringen[104]
- Schlierstadt[105]
- Schloßau[106]
- Schollbrunn[107]
- Schweinberg[108]
- Seckach[109]
- Sennfeld[110]
- Sindolsheim[111]
- Steinbach[112]
- Strümpfelbrunn[113]
- Stürzenhardt[114]
- Sulzbach[115]
- Trienz[116]
- Unterneudorf[117]
- Unterschefflenz[118]
- Unterschwarzach[119]
- Unterwittstadt[120]
- Vollmersdorf[121]
- Wagenschwend[122]
- Waldhausen[123]
- Waldkatzenbach[124]
- Waldmühlbach[125]
- Waldstetten[126]
- Weisbach[127]
- Wettersdorf[128]
- Zimmern[129]

## Blasonierungen
1. ↑  Neckar-Odenwald-Kreis: In gespaltenem Schild vorn von Silber (Weiß) und Blau schräg gerautet, hinten in Rot ein sechsspeichiges silbernes Rad.
2. ↑  Adelsheim: In Silber ein gebogenes schwarzes Bockshorn.
3. ↑  Buchen (Odenwald): In Silber auf grünem Dreiberg eine grüne Buche, der Stamm beheftet mit einem gelehnten roten Schild, worin ein sechsspeichiges silbernes Rad, beiderseits des Stammes aus der mittleren Kuppe des Dreibergs wachsend je ein auswärts geneigter grüner Zweig.
4. ↑  Mosbach: In Gold ein rotbewehrter, rotbezungter schwarzer Adler, belegt mit einem silbernen Brustschild, worin übereinander die schwarzen Großbuchstaben OM.
5. ↑  Osterburken: In Silber ein sechsspeichiges rotes Rad.
6. ↑  Ravenstein: In Silber mit rotem Schildhaupt in Zinnenschnitt ein sechsspeichiges schwarzes Rad.
7. ↑  Walldürn: In Silber auf grünem Boden zwischen zwei grünen Linden eine gezinnte rote Burg mit rechtstehendem Turm und hochgezogenem schwarzem Fallgatter im offenen Tor des Turmes, darüber schwebend ein an den Turm gelehnter roter Schild, darin ein sechsspeichiges silbernes Rad.
8. ↑  Aglasterhausen: In Silber auf grünem Schildfuß zwischen zwei grünen Pappeln mit schwarzem Stamm ein rotes Haus, auf dessen Dach eine schwarze Elster sitzt.
9. ↑  Billigheim: In geteiltem Schild oben in Blau schräggekreuzt ein goldener Krummstab und ein goldenes Doppelkreuz, beide umschlungen von einem silbernen Tuch, unten in Silber ein rotes Rad.
10. ↑  Binau: In geteiltem Schild oben in Blau zwei goldene Bienenkörbe, unten in Silber ein blauer Fisch.
11. ↑  Elztal: In Silber der blaugekleidete heilige Michael mit blauen Flügeln, in der Rechten das goldene Schwert, in der Linken eine goldene Waage haltend, vorne begleitet von einem gespaltenen ovalen Wappenschild, darin vorn ein schwarzes Deutschordenskreuz, hinten von Silber und Blau schrägrechts gerautet.
12. ↑  Fahrenbach: In Gold auf grünem Dreiberg ein flachgiebliger roter Turm mit vorrangendem Umgang und 4 Fenstern (2:2).
13. ↑  Hardheim: In Rot eine silberne Kirche mit zwei sechseckigen Türmen, auf deren spitzen Dächern je ein silbernes Kreuz; zwischen den Türmen auf silberner Mondsichel in goldenem Strahlenkranz thronend die blau gekleidete, golden gekrönte und nimbierte Madonna, in der Rechten ein goldenes Zepter, mit der Linken den golden nimbierten nackten Jesusknaben haltend; unten, mit seiner oberen Hälfte in die Kirchenfront ragend ein ovaler gevierter Schild, darin 1. in Rot drei aufsteigende silberne Spitzen; 2. und 3. in Blau ein mit drei blauen Ringen belegter silberner Schrägbalken; 4. in Blau an einer schrägrechten goldenen Fahnenstange ein linkshin flatterndes, eingekerbtes, von Rot und Silber geviertes Fähnlein.
14. ↑  Haßmersheim: In geteiltem Schild oben von Blau und Silber schräggerautet, unten in Silber an schwarzem Rebast mit zwei grünen Blättern eine blaue Traube.
15. ↑  Höpfingen: In Silber auf grünem Boden der heilige Aegidius in roter Gewandung, schwarzer Stola und rotbordierter silberner Mitra, in der Rechten ein schwarzes Buch, in der Linken den goldenen Krummstab haltend; hinter dem Heiligen stehend eine schwarze Hirschkuh mit einem Pfeil in der Brust.
16. ↑  Hüffenhardt: In gespaltenem Schild vorne in Rot eine gestürzte goldene Pflugschar, hinten in Blau zwei goldene Balken.
17. ↑  Limbach: In gespaltenem Schild vorn in Rot eine silbern ausgeschlagene goldene Mitra, durch die ein wachsender goldener Abtstab gesteckt ist, hinten in Silber übereinander zwei rotbewehrte, rotbezungte blaue Adler.
18. ↑  Mudau: In Rot ein silberner Wellenschrägbalken, begleitet von je einem sechsspeichigen silbernen Rad.
19. ↑  Neckargerach: In Blau eine schrägrechte, mit roten Punkten bestreute silberne Forelle.
20. ↑  Neckarzimmern: In Schwarz ein linksgewendeter, widersehender goldener Greif, mit den Vorderpranken ein fünfspeichiges silbernes Rad haltend.
21. ↑  Neunkirchen: In Silber auf grünem Schildfuß eine rote Kirche mit rechtsstehendem Turm, auf dem Dach des Turmes und dem First des Schiffes je ein rotes Kreuz.
22. ↑  Obrigheim: Durch eine aufsteigende, eingebogene Spitze, darin ein schmaler, in drei (1:2) beieinander liegende Kugeln auslaufender silberner Göpel, gespalten; vorne von Blau und Silber schräggerautet, hinten in Schwarz ein rot bewehrter und rot bezungter goldener Löwe.
23. ↑  Rosenberg: In schräglinksgeteiltem Schild oben in Gold eine rote, gold besamte Rose, unten in Rot ein goldenes achtspeichiges Rad.
24. ↑  Schefflenz: Durch eine aufsteigende eingebogene Spitze in drei Felder geteilt: Feld 1: Von Blau und Silber schräglinks gerautet. Feld 2: In Schwarz ein rotbezungter, rotbewehrter goldener Löwe. Feld 3: In der silbernen Spitze über einem linkshin liegenden grünen Eichenblatt eine pfahlweis gestellte grüne Erbsenschote.
25. ↑  Schwarzach: In Silber drei ins Kleeblatt gestellte rote Äpfel an einem grünen belaubten Zweig.
26. ↑  Seckach: In durch eine eingebogene rote Spitze gespaltenem silbernen Schild vorn ein schwarzes Steinbockshorn, hinten ein rechtsgekehrtes schwarzes Streitbeil: in der Spitze ein fünfspeichiges silbernes Rad.
27. ↑  Waldbrunn: In Silber eine in Form eines Tannenwipfels je dreimal gezahnte grüne Spitze, belegt mit einer anstoßenden silbernen Brunnenschale mit drei aufsteigenden silbernen Fontänen übereinander.
28. ↑  Zwingenberg: In Blau drei (2:1) silberne Schwanenhälse mit goldenen Schnäbeln.
29. ↑  Allfeld: In Rot ein goldener Maueranker in Form eines Dreipasses.
30. ↑  Altheim: In Rot ein wachsender goldener Krummstab, beiderseits begleitet von je einem sechsspeichigen silbernen Rad.
31. ↑  Asbach: In Silber der schwarze Großbuchstabe A, begleitet von drei (2:1) blau besamten roten Rosen mit grünen Kelchblättern.
32. ↑  Auerbach: In Silber eine blaue Weintraube an grünem Zweig mit zwei Blättern.
33. ↑  Ballenberg: In Rot ein sechsspeichiges silbernes Rad.
34. ↑  Balsbach: In Silber auf grünem Zweig ein schwarzer Auerhahn.
35. ↑  Bödigheim: In Silber auf hohem grünem Berg ein roter Turm, der Berg belegt mit einem roten Schild, darin ein silberner Rüdenrumpf mit einem schwarzen Stachelhalsband.
36. ↑  Bofsheim: In geteiltem Schild oben von Rot und Silber fünfmal gespalten, unten in Blau eine goldene Rose.
37. ↑  Breitenbronn: In gespaltenem Schild vorne von Blau und Silber schräg gerautet, hinten in Gold eine schwarze Harfe.
38. ↑  Bretzingen: In Silber auf grünem Boden, vor einem schwarzen Baum stehend, der golden nimbierte hl. Sebastian, von zwei schwarzen Pfeilen getroffen.
39. ↑  Bronnacker: In von Rot und Blau geviertem Schild in Feld 1 und 4 ein silberner Pfahl, in Feld 2 und 3 eine goldene Rose.
40. ↑  Dallau: In Silber der blau gekleidete hl. Michael mit blauen Flügeln, in der Rechten das goldene Schwert, in der Linken eine goldene Waage haltend, vorne begleitet von einem gespaltenen ovalen Wappenschild, darin vorn in Silber ein schwarzes Deutschordenskreuz, hinten von Silber und Blau schrägrechts gerautet.
41. ↑  Daudenzell: In gespaltenem Schild vorne von Blau und Silber schräg gerautet, hinten in Blau zwei goldene Balken.
42. ↑  Diedesheim: In Silber auf grünem Berg an schwarzem Pfahl ein grüner Rebstock mit blauen Trauben.
43. ↑  Donebach: In Rot über einem erniedrigten silbernen Wellenbalken ein sechsspeichiges silbernes Rad.
44. ↑  Dornberg: In Rot auf grünem Dreiberg ein goldener Turm mit Tür, zwei Fenstern, Spitzdach und Kreuz.
45. ↑  Eberstadt: In Silber auf grünem Boden ein schreitender schwarzer Eber, im linken Obereck ein roter Schild, darin ein sechsspeichiges silbernes Rad.
46. ↑  Einbach: In Rot ein wachsender goldener Krummstab.
47. ↑  Erfeld: In Silber auf grünem Boden der hl. Wendelin in blauem Schäfersgewand mit blauem Hut, schwarzen Schuhen und schwarzer Tasche, in der Rechten einen schwarzen Stock, begleitet von einem schwarzen Hund.
48. ↑  Erlenbach: In Rot vor einem silbernen Krummstab schräggekreuzt ein goldenes Hochkreuz und ein gestürztes goldenes Schwert.
49. ↑  Fahrenbach alt: In Silber auf grünem Boden ein schwarzer Stier.
50. ↑  Gerichtstetten: In Silber auf grünem Boden stehend ein Bischof mit rotem Mantel, silbernem Untergewand und rot-goldener Mitra, in der Linken einen goldenen Krummstab haltend.
51. ↑  Gerolzahn: In Silber ein linksgewendeter, feuerspeiender blauer Drache.
52. ↑  Glashofen: In geteiltem Schild oben in Rot eine schräge goldene Mitra, hinterlegt mit einem schräglinken goldenen Krummstab, unten in Blau ein rot bewehrter, rot bezungter silberner Adler.
53. ↑  Götzingen: In Silber auf grünem Dreiberg eine grüne Linde mit schwarzem Stamm, dieser beheftet mit einem gelehnten roten Schild, darin ein sechsspeichiges silbernes Rad.
54. ↑  Gottersdorf: In Silber auf einer goldenen Mondsichel stehend die blau gekleidete, golden nimbierte Muttergottes, in der Rechten ein goldenes Zepter, in der Linken das nackte, golden nimbierte Jesuskind haltend.
55. ↑  Großeicholzheim: In Silber auf grünem Boden eine grüne Eiche mit schwarzem Stamm.
56. ↑  Guttenbach: In von Blau und Silber gerautetem Schild ein blauer Wellenbalken.
57. ↑  Hainstadt: In Silber der hl. Magnus in rotem Gewand, dem vor ihm kauernden, feuerspeienden grünen Lindwurm mit der Rechten ein schwarzes Kreuz entgegenhaltend, die Linke erhoben.
58. ↑  Heidersbach: In Blau über einem silbernen Wellenbalken zwei fünfstrahlige goldene Sterne.
59. ↑  Hemsbach: In geteiltem Schild oben in Silber ein sechsspeichiges rotes Rad, unten in Blau ein rot bewehrter, rot bezungter silberner Adler.
60. ↑  Hettigenbeuern: In Schwarz ein sechsspeichiges, sechsschaufliges silbernes Mühlrad.
61. ↑  Hettingen: In Blau ein wachsender goldener Krummstab, beiderseits begleitet von je einer silbernen Lilie.
62. ↑  Hirschlanden: In geteiltem Schild oben in Silber auf einem vierfachen roten Felsen ein schreitender roter Löwe mit goldener Krone, unten in Blau eine goldene Rose.
63. ↑  Hochhausen: In Silber ein Rabe mit ausgebreiteten Flügeln.
64. ↑  Hollerbach: In Rot ein wachsender goldener Krummstab, beiderseits begleitet von je einer goldenen Krone.
65. ↑  Hornbach: Auf einem von Grün und Blau im Wellenschnitt geteilten Schildfuß in Silber eine grüne Buche.
66. ↑  Hüngheim: In gespaltenem Schild vorne in Blau zwei goldene Balken, hinten in Schwarz ein halbes silbernes Rad am Spalt.
67. ↑  Kälbertshausen: Über von Blau und Silber geteiltem Schildfuß in Gold ein schwarzer Kalbskopf im Visier.
68. ↑  Kaltenbrunn: In Blau eine rot gefütterte, golden besetzte silberne Mitra, hinterlegt mit einem schräglinken goldenen Krummstab.
69. ↑  Katzental: In halbgespaltenem und geteiltem Schild oben vorne in Rot ein achtspeichiges silbernes Rad, hinten von Blau und Silber schräg gerautet, unten in Blau ein rot bewehrter, rot bezungter silberner Adler.
70. ↑  Kleineicholzheim: In Silber auf grünem Boden eine grüne Eiche mit schwarzem Stamm, aus dem oberen Schildrand hervorbrechend eine rote Sonne mit Strahlen.
71. ↑  Krumbach: In Blau ein rotbewehrter, rotbezungter und rotgekrönter goldener Löwe, darüber schwebend eine silberne Lilie und ein silbernes Rad.
72. ↑  Langenelz: In Blau ein silberner Wellenbalken, belegt mit einer linkshin schwimmenden schwarzen Forelle.
73. ↑  Laudenberg: In gespaltenem Schild vorne in Rot ein silbernes Rad [Variante: ein halbes silbernes Rad am Spalt], hinten in Silber ein gebogenes schwarzes Bockshorn.
74. ↑  Leibenstadt: In Blau drei goldene Ähren.
75. ↑  Lohrbach: In Blau eine goldene Garbe, dahinter schräggekreuzt eine silberne Sense und ein silberner Rechen.
76. ↑  Merchingen: In Schwarz ein linkhalbes fünfspeichiges silbernes Rad.
77. ↑  Michelbach: In gespaltenem Schild vorne in Schwarz ein rotbewehrter, rotbezungter und rotgekrönter goldener Löwe, hinten in Silber über zwei blauen Wellenbalken ein fünfspeichiges schwarzes Rad.
78. ↑  Mittelschefflenz: Durch eine aufsteigende eingebogene Spitze in drei Felder geteilt, Feld 1 von Blau und Silber schräglinks gerautet, Feld 2 in Schwarz ein rot bewehrter, rot bezungter goldener Löwe, Feld 3 in der goldenen Spitze eine rechtshin liegende grüne Erbsenschote.
79. ↑  Mörschenhardt: In Grün eine einfache Margeritenblüte mit silbernen Blütenblättern und goldener Besamung.
80. ↑  Mörtelstein: In Blau der silberne Großbuchstabe M, darüber ein goldener Stern und darunter ein goldenes Tatzenkreuz.
81. ↑  Muckental: In Silber eine schwarze Fliege mit grünen Flügeln.
82. ↑  Mülben: In geteiltem Schild oben in Blau drei (2:1) silberne Schwanenhälse mit goldenen Schnäbeln, unten in Silber auf einem grünen Zweig mit einer blau besamten roten Rose ein schwarzer Vogel.
83. ↑  Neckarburken: In Rot auf grünem Dreiberg zwischen je zwei goldenen Sternen ein silberner Zinnenturm (Kastell).
84. ↑  Neckarelz: In geteiltem Schild oben von Silber und Blau schräg gerautet, unten in Rot eine goldene Forelle.
85. ↑  Neckarkatzenbach: In Schwarz ein rot bewehrter, rot bezungter goldener Löwe.
86. ↑  Neckarmühlbach: In Gold ein blauer Wellenschrägbalken.
87. ↑  Oberdielbach: In geteiltem Schild oben in Blau drei (2:1) silberne Schwanenhälse mit goldenen Schnäbeln, unten in Silber über zwei blauen Wellenbalken ein nach links springender roter Hirsch.
88. ↑  Oberneudorf: In geviertem Schild in Feld 1 in Rot eine goldene Krone, in Feld 2 und 3 in Silber ein gebogenes schwarzes Bockshorn, in Feld 4 in Blau eine silberne Lilie.
89. ↑  Oberschefflenz: Durch eine aufsteigende, eingebogene Spitze in drei Felder geteilt, Feld 1 in Schwarz ein linksgewendeter, rot bewehrter, rot bezungter goldener Löwe, Feld 2 von Silber und Blau schräg gerautet, Feld 3 in der roten Spitze eine linkshin liegende goldene Erbsenschote.
90. ↑  Oberschwarzach: In Silber an grünem Zweig mit Blättern drei rote Äpfel, zum Kleeblatt gestellt.
91. ↑  Oberwittstadt: In Silber ein grüner Balken.
92. ↑  Reichenbuch: In Silber auf grünem Dreiberg eine Buche mit schwarzem Stamm, schwarzen Ästen und grünen Blättern.
93. ↑  Reinhardsachsen: In Rot eine rot gefütterte, gold-silberne Mitra mit silbernen Bändern und pfahlweis durchgestecktem goldenem Krummstab.
94. ↑  Reisenbach: In Rot unter drei silbernen Lilien ein sechsspeichiges silbernes Rad.
95. ↑  Rinschheim: In geteiltem Schild oben in Silber drei (2:1) blaue Lilien, unten in Blau ein rot bewehrter, rot bezungter silberner Adler.
96. ↑  Rippberg: In Silber auf grünem Boden ein Turm mit Stützpfeilern in natürlichen Farben.
97. ↑  Rittersbach: In Rot auf silbernem Pferd mit schwarzem Sattel- und Zaumzeug St. Georg in goldener Rüstung, rechtshin reitend und einen goldenen Drachen tötend.
98. ↑  Robern: In halbgespaltenem und geteiltem Schild oben vorne von Blau und Silber [schräglinks mit Spaltungen] gerautet, hinten in Gold ein roter Schrägbalken, unten in Blau ein rot bewehrter, rot bezungter silberner Adler.
99. ↑  Rosenberg (alt): In einem von Silber und Rot in zwei Querreihen zu je sechs Plätzen längs geschindelten Schild eine fünfblättrige goldene Rose.
100. ↑  Rütschdorf: In Blau eine goldene Pflugschar.
101. ↑  Rumpfen: In Silber auf grünem Dreiberg ein grüner Laubbaum mit schwarzem Stamm.
102. ↑  Sattelbach: In halbgespaltenem und geteiltem Schild oben vorne von Blau und Silber [schräglinks mit Spaltungen] gerautet, hinten in Gold ein roter Schrägbalken, unten in Blau drei (2:1) rot bewehrte und rot bezungte silberne Adler.
103. ↑  Scheidental: In Silber auf grünem Boden ein blau und rot gerüsteter römischer Krieger mit Lanze und Rundschild.
104. ↑  Scheringen: In Blau eine silberne Lilie.
105. ↑  Schlierstadt: In Blau ein rot bewehrter, rot bezungter silberner Adler, belegt mit einem roten Brustschild, darin ein achtspeichiges silbernes Rad.
106. ↑  Schloßau: In Silber auf grünem Berg eine rote Burg.
107. ↑  Schollbrunn: In Silber auf grünem Boden rechts ein natürlicher Laubbaum, rechts ein roter Schöpfbrunnen.
108. ↑  Schweinberg: In Blau auf grünem Dreiberg ein springendes silbernes Schwein.
109. ↑  Seckach alt: In gespaltenem Schild vorne in Rot ein halbes fünfspeichiges silbernes Rad am Spalt, hinten in Silber ein gebogenes schwarzes Bockshorn.
110. ↑  Sennfeld: In gespaltenem Schild vorne in Silber ein gebogenes schwarzes Bockshorn, hinten in Rot ein silberner Rüdenrumpf mit goldenem Stachelhalsband.
111. ↑  Sindolsheim: In Rot vorne ein vorderhalbes silbernes Rad, hinten ein silberner Rüdenrumpf mit goldenem Stachelhalsband.
112. ↑  Steinbach: In gespaltenem Schild vorne in Rot ein halbes silbernes Rad am Spalt, hinten in Blau ein goldener Abtsstab mit silbernem Velum.
113. ↑  Strümpfelbrunn: In geteiltem Schild oben in Blau drei (2:1) silberne Schwanenhälse mit goldenen Schnäbeln, unten in Silber auf grünem Boden ein natürlicher Laubbaum.
114. ↑  Stürzenhardt: In halbgespaltenem und geteiltem Schild oben vorne in Rot eine goldene Krone, hinten in Blau eine silberne Lilie, unten in Blau ein rot bewehrter, rot bezungter silberner Adler.
115. ↑  Sulzbach: In Rot eine goldene Blattkrone, besetzt mit roten und blauen Steinen.
116. ↑  Trienz: In gespaltenem Schild vorne von Blau und Silber schräg gerautet, hinten in Schwarz ein rot bewehrter, rot bezungter goldener Löwe.
117. ↑  Unterneudorf: In geviertem Schild in Feld 1 in Rot eine goldene Krone, in Feld 2 und 3 in Blau ein rot bewehrter, rot bezungter silberner Adler, in Feld 4 in Silber eine blaue Lilie.
118. ↑  Unterschefflenz: Durch eine aufsteigende, eingebogene Spitze in drei Felder geteilt, Feld 1 in Schwarz ein linksgewendeter, rot bewehrter, rot bezungter goldener Löwe, Feld 2 von Silber und Blau schräg gerautet, Feld 3 in der roten Spitze eine linkshin liegende silberne Erbsenschote.
119. ↑  Unterschwarzach: In Silber an grünem, blattlosem Zweig drei rote Äpfel, zum Kleeblatt gestellt.
120. ↑  Unterwittstadt: In geteiltem Schild oben in Rot ein sechsspeichiges silbernes Rad, unten in Silber eine blau besamte rote Rose mit grünen Kelchblättern.
121. ↑  Vollmersdorf: In Rot ein sechsspeichiges silbernes Rad, darüber eine goldene Krone mit fünf Zinken, davon drei mit Blättern und zwei mit Perlen.
122. ↑  Wagenschwend: In gespaltenem Schild vorne von Blau und Silber schräg gerautet, hinten in Gold ein rot bewehrter, rot bezungter schwarzer Löwe.
123. ↑  Waldhausen: In halbgeteiltem und gespaltenem Schild vorne oben in Rot eine goldene Krone, unten in Blau eine silberne Lilie, hinten in Rot ein silberner Rüdenrumpf mit schwarzem Stachelhalsband.
124. ↑  Waldkatzenbach: In geteiltem Schild oben in Blau drei (2:1) silberne Schwanenhälse mit goldenen Schnäbeln, unten in Gold ein aus dem Unterrand wachsender roter Zinnenturm.
125. ↑  Waldmühlbach: In halbgespaltenem und geteiltem Schild oben vorne in Gold ein vierspeichiges schwarzes Mühlrad, hinten in Silber ein blauer Wellenschrägbalken, unten in Blau ein rot bewehrter, rot bezungter silberner Adler.
126. ↑  Waldstetten: In Rot auf goldenem Boden stehend der golden nimbierte hl. Justinus in blauem Gewand und goldenem Mantel, in der Rechten ein Buch, in der Linken einen Palmzweig haltend.
127. ↑  Weisbach: In geteiltem Schild oben in Blau drei (2:1) silberne Schwanenhälse mit goldenen Schnäbeln, unten ein rotes Geweih mit Grind, zwischen den Stangen schwebend der schwarze Großbuchstabe W.
128. ↑  Wettersdorf: In geteiltem Schild oben in Blau zwei rot bewehrte und rot bezungte silberne Adler nebeneinander, unten in Rot ein unterhalbes achtspeichiges silbernes Rad an der Teilung.
129. ↑  Zimmern: In Rot vorne ein linksgewendeter silberner Rüdenrumpf mit goldenem Stachelhalsband, hinten drei (2:1) silberne Beile mit goldenen Stielen.